# GNU Savannah
GNU Savannah は、自由ソフトウェアプロジェクトのための協働型ソフトウェア開発管理システムを提供するフリーソフトウェア財団のプロジェクトである。現在は、CVS、GNU arch、Subversion、Git、Mercurial、GNU Bazaar、メーリングリスト、ウェブホスティング、ファイルホスティング、バグ管理サービスといった機能を提供している。Savannah は、SourceForge.netと同じソフトウェアをベースとしたホスティングサービスシステムである Savane を使っている。
Savannah のウェブサイトは2つのドメイン名に分かれており、savannah.gnu.org はGNUプロジェクトに公式に含まれているソフトウェア用、savannah.nongnu.org はそれ以外のソフトウェア用になっている。
SourceForge.netとは異なり、Savannah は自由ソフトウェアプロジェクトのホスティングのみを対象としていて、自由ソフトウェアだけをホスティングするためにフリーでないフォーマット（Adobe Flashなど）の使用を禁じるといった厳密なポリシーで運営されている。プロジェクトを登録する際、登録者はそのプロジェクトがどういう自由ソフトウェアライセンスを使用するかを宣言しなければならない。
2004年、セキュリティ問題とSavannahの「ハッカー（すなわちボランティア）」チームが辞めたことから、FSFは GNU Savannah を Savannah（現 Savane）ソフトウェアからGForgeベースに移行すると発表した。これはコードベースの保守ができなくなるという誤った推測に基づいた判断で、Savannah を利用するハッカーらが抗議し、その移行計画は取りやめになった。

## Savane
Savane は自由なWebベースのソフトウェアホスティングシステムで、GNU Savannah のサイトで使われている。
GNUプロジェクトのSavannahサイトは当初SourceForgeを使っていた。しかし、Savannahサイトの構築が完了した後で、SourceForgeはプロプライエタリソフトウェアに変更されてしまった。フリーソフトウェア財団のサイト管理者はサイト運営を続行するため、そのソフトウェアのフォークを行った。
当初このフォークは単にサイト名と同じく Savannah と呼ばれていた。その後、ソフトウェアとサイト（GNU Savannah）を区別するため、フランス語でサバナ(savanna)を意味する Savane に改称した。